# Solanum crebrum
Solanum crebrum là loài thực vật có hoa trong họ Cà. Loài này được L.B. Sm. miêu tả khoa học đầu tiên năm 1976.